# Raadsel
Een raadsel is een moeilijk oplosbaar probleem, dat wordt omschreven en soms in de vorm van een verhaal wordt opgeschreven. De oplossing (het antwoord) moet gevonden worden door gebruik te maken van de elementen uit het verhaal en het gezonde verstand. De charme van het raadsel is het (onverwachte) antwoord.
Het stellen van raadsels is een geliefde vrijetijdsbesteding. Veel raadsels waren dan ook in versvorm (het raadselrijm).
- Ik kwam op een vonder,
Ik zag een groot wonder,
't Gat naar boven, de kop eronder.
antwoord: een eend
- Als hij loopt, dan staat-ie,
Als hij vliegt dan ligt-ie.
antwoord: het kuifje van een kievit

Als kinderen een raadsel stellen beginnen ze vaak met: "ra, ra".
- Ra, ra, wat heb ik in mijn hand?

Sommige raadsels lijken ondeugend te zijn (en zijn het natuurlijk ook), tot de vraagsteller met een onschuldig gezicht het juiste antwoord geeft:
- De koning van Egypte
die had een ding dat hipte
tussen zijn benen
en onder zijn gat.
Ra, ra, wat is dat?
antwoord: zijn paard

## Puzzel

Het raadsel van de hoeden

Sommige raadsels zijn op te lossen door logisch te redeneren. Men spreekt dan eerder over een puzzel. Bijvoorbeeld, het raadsel van de houthakkers:
- Een baas heeft 10 houthakkers, die elk blokken hout kappen van exact 1 kg. Hij merkt dat een van de houthakkers blokken kapt van slechts 900 gram. Hij heeft een kapotte weegschaal waarmee hij slechts 1 weging kan doen. Hoe kan hij weten wie de kleinere blokken kapte?

## Onopgeloste problemen
Een nog niet opgelost vraagstuk, wordt ook een raadsel genoemd. Een andere bewoording is een conundrum.
- Het raadsel van de bouw van de Egyptische piramiden.

## Moppen
Sommige moppen zijn in de vorm van een raadsel.
- Wat is wit en komt van alle kanten op je af?
antwoord: stereofonische yoghurt
- Waar zit de meeste vis?
antwoord: tussen de kop en de staart

In feite zijn dit geen raadsels, want ze zijn met het beste verstand niet oplosbaar. 

## Kwispel
Een kwispel is een raadselsoort, in het bijzonder een raadselspel. 

## Raadsels in verhalen
- Een opgegeven raadsel was vroeger meer dan amusement, denk ook bijvoorbeeld aan het Bijbelverhaal over Simson en de Odinsvraag.
- Het raadsel speelt een grote rol in Vafþrúðnismál (het lied van Vafthrudnir uit de Edda).
- In het boek De Hobbit van J.R.R. Tolkien houden Bilbo en Gollem een raadselwedstrijd. Als Bilbo wint vertelt Gollem hem de uitweg, als Gollem wint eet hij Bilbo op. Ze weten elkaars Hobbitraadsels op te lossen, maar wanneer Bilbo geen moeilijk raadsel meer weet vraagt hij ten einde raad: 'Wat heb ik in mijn zak'. Het antwoord is: de (ene) Ring, maar dit kan Gollem niet weten en zo wint Bilbo de wedstrijd.
- Het speelt ook in sprookjes een rol, zoals in Het raadsel (KHM22), Repelsteeltje (KHM55), De verstandige boerendochter (KHM94), Dokter Alwetend (KHM98), De volleerde jager (KHM111), Het snuggere snijdertje (KHM114), De duivel en zijn grootmoeder (KHM125), De zes dienaren (KHM134), Het herdersjongetje (KHM152) en Raadselsprookje (KHM160).
- Zie ook Het raadsel, een volksverhaal uit Suriname.